# Бригербад

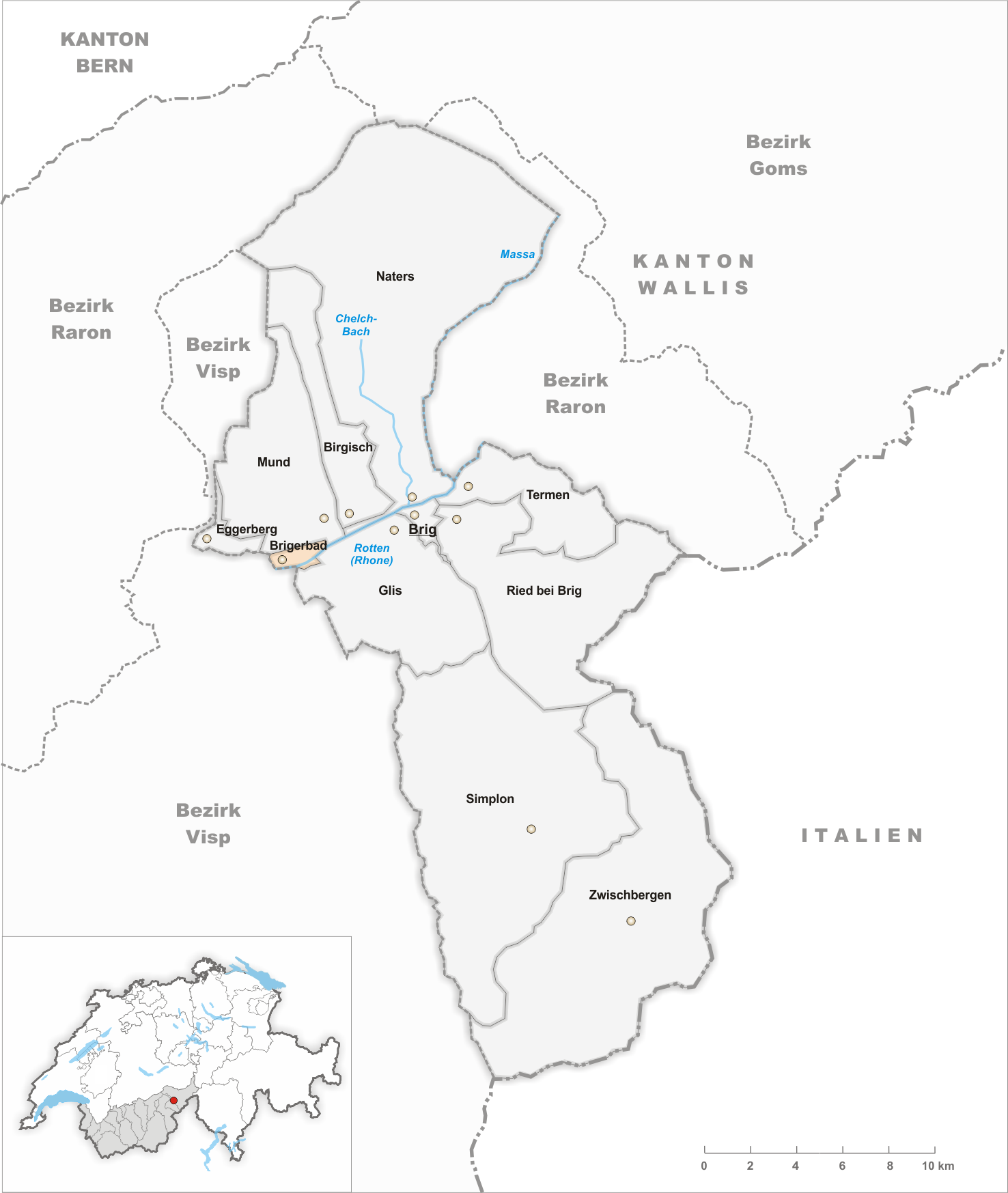
Парафія перед злиттям 1 січня 1972 року

Бригербад - місто в окрузі Бриг, що в німецькомовній частині кантону Вале, Швейцарія.

## Історія
З моменту злиття з Бригом та Глісом у 1972 році місто було частиною громади Бриг-Гліс, в якій проживає 12 056 жителів.
Бригербад розташований на рівнині між Роною та північним схилом долини неподалік від Віспа. Вперше згадується в 1297 році як Баден, раніше Брига-ле-Бен.
Вежа баденських Юнкерів (13 століття) походить з середньовіччя.
Бішофсштадель (15 століття).
Бригербад завжди був парафією після Гліса (каплиця Бригербаду з 1721 р.).
У 19 столітті відбулося юридичне закріплення життя громади (статути 1671 р.).
Боротьба з поверненнями Рони, після повені, утримання Мосту Гамснера (вперше згадується в 1395 р.) та рекультивація формували повсякденне життя з 13-го століття.
Бригербад прославився своїми теплими джерелами. Відкриті (знову) в 1471 році Антоном Уокером, вони процвітали в 16 столітті за Петра Овліга. Та у великих масштабах з 1956–60 рр.

## Населення
Населення — швейцарці, які говорять німецькою та французькою мовами.
| Розвиток населення, | Розвиток населення, | Розвиток населення, | Розвиток населення, |
| ------------------- | ------------------- | ------------------- | ------------------- |
| рік                 | 1850 рік            | 1910 рік            | 1970 рік            |
| мешканці            | 52                  | 138                 | 175                 |

## Цікаві місця
Термальний комплекс Бригербад
Термальний комплекс Бригербад - це комплекс басейнів з водою з гарячих джерел: підводні масажні струмені, басейн в гроті, спортивний басейн, гірська річка, 182-метрова гірка. У Бригербаді є термальна лазня під відкритим небом  з басейном в печері (температура води 24–42 °C), ресторан, бістро, кемпінг, SPA -центр, аквапарк і інша інфраструктура.
Квитки в термальні ванни Бригербаду діляться на кілька категорій: дорослі / пільгові / місцеві жителі (25, 22 і 20 швейцарських франків відповідно); сімейний квиток на двох дорослих і одну дитину (20 франків); дитячий квиток (18 франків). Існують також абонементи. Наприклад, 10 відвідувань для місцевих жителів будуть коштувати всього 190 швейцарських франків.
Термальний комплекс в Бригербаді з'явився в середині минулого століття. Курорт розвивається ось уже понад 60 років, на його території з'являються нові розваги і лікувальні процедури. Деякі об'єкти курорту, такі як критий басейн, побудований в 2014 році, працюють круглий рік.
З травня по листопад поруч відкривається кемпінг "Thermal Camping Brigerbad" з місцями для автобудинків, студіями і бунгало. Для дітей обладнані ігрові майданчики, є ресторан, водні гірки.
Замок Штокальпер
Замок Штокальпер є одним з найбільших замків Швейцарії. Розташований в південній частині країни на території кантону Вале. Палац, зведений у 1658 - 1678 роках, був найбільшим приватним володінням того часу. Він належав торговцю шовком Каспару фон Штокальперу. Особливістю замку є його неповторний архітектурний стиль. Ця велична готична споруда з куполами у формі цибулин, які можна віднести до східного напрямку, і колонадами епохи Ренесансу. На сьогоднішній день замок Штокальпера є значущим пам'ятником середньовічної архітектури та популярною пам'яткою серед туристів. У теплу пору року, з травня по жовтень, в стінах замку проводяться екскурсії.
Цікаві місця поблизу
Алецький льодовик (21,1 км).
Перевал Семпіоне (3,5 км).
Оссола-Веллі (22,8 км).

## Округ Бриг: що неодмінно варто побачити
Alpine Passes Trail (3,6 км).
Винарня «Chanton» (9,4 км).
Природничий центр «Pro» (10,6 км).
Природний парк "Альпе-Велья і Альпе-Деверо".
Природний парк "Біннталь".
Швейцарські Альпи "Jungfrau-Aletsch".
П'ємонтські Альпи, дегустація вин у Віспертермінені.
Екскурсії по сироварнях раклет.

## Найближчі аеропорти
Аеропорт Берн-Белп: 75,7 км.
Аеропорт Лугано: 82 км.
Аеропорт Мілан Мальпенса: 96,1 км.

## Ресторани та кафе
Кафе/бар "Brigerbad": 0,1 км.
Ресторан "Traube": 0,5 км.

## Вебпосилання
- Туристична інформація [Архівовано 13 травня 2019 у Wayback Machine.]
- Інформація про термальні ванни Бригербад [Архівовано 19 серпня 2017 у Wayback Machine.]